# Opel 13/30 PS
Der Opel 13/30 PS war ein PKW der Oberklasse, den die Adam Opel KG nur im Jahre 1912 als Nachfolger der Modelle 14/20 PS und 16/18 PS baute.

## Geschichte und Technik
Der 13/30 PS  ersetzte zwei Oberklassemodelle des Herstellers. Bereits nach einem Jahr wurde er weiterentwickelt und als 14/30 PS, 14/34 PS, 14/38 PS und 14/48 PS noch weitere 11 Jahre lang gebaut.
Der 13/30 PS war ein gewaltiger Wagen, dem man leicht die Klientel ansehen konnte, für das er entwickelt worden war. Seine Ausmaße waren sehr opulent und er war mit dem größten Komfort ausgestattet, der damals für einen Wagen der Luxusklasse verfügbar war. So war z. B. eine Pullman-Limousine dieses Typs ungefähr 2,5 m hoch.
Der Wagen hatte einen seitengesteuerten Vierzylinder-Reihenmotor mit 3308 cm³ Hubraum, der 30 PS (22 kW) bei 1550/min. leistete. Während der Grundmotor aus einer Aluminiumlegierung bestand, waren die Zylinderdeckel aus Gusseisen. Der Motor war wassergekühlt. Die Motorleistung wurde über eine Lederkonuskupplung, ein manuelles Vierganggetriebe und eine Kardanwelle mit zwei Gelenken an die Hinterachse weitergeleitet. Damit erreichte der Wagen eine Höchstgeschwindigkeit von 70 km/h.
Am Stahl-U-Profilrahmen waren die beiden Starrachsen an dreiviertelelliptischen Längsblattfedern aufgehängt. Nur an den Hinterrädern gab es Bandbremsen.
Der Wagen war als zweisitziger Phaeton, als viersitziger Tourenwagen, als viertürige Pullman-Limousine, als ebensolches Landaulet oder als zweitüriges Coupé erhältlich.